# Yeung Yik Kei
Yeung Yik Kei (chinesisch 楊燚旂, Pinyin Yáng Yìqí, * um 1965) ist ein Badmintonspieler aus Hongkong. 

## Karriere
Yeung Yik Kei nahm 1987 im Herreneinzel sowie 1989 im Herrendoppel und im Herreneinzel an den Badminton-Weltmeisterschaften teil. Er verlor dabei jeweils in der ersten Runde. 1990 startete er bei den Commonwealth Games und gewann dort Bronze mit dem Team aus Hongkong.